# Paracyclopina minuta
Paracyclopina minuta is een eenoogkreeftjessoort uit de familie van de Cyclopettidae. De wetenschappelijke naam van de soort is voor het eerst geldig gepubliceerd in 1934 door Sewell.